# García Aznar de Cominges e Couserans
García Aznar de Cominges e Couserans (898 — 940) foi um nobre medieval da França, tendo sido detentor do título de Visconde de Cominges durante a vida de seu pai, e conde de Cominges depois da morte deste.

## Relações familiares
Foi filho de Lupo Aznares de Cominges (860 - 905). Com uma senhora cujo nome a história não regista teve:
1. Arnaldo I de Cominges[2] (921 - 27 de novembro de 957), casou com Arsinda de Carcassona (c. 900 - 970), condensa de Carcassona, filha de Acfredo II de Carcassona (860 - 933) e de Arsinda de Narbona.
2. Rogério I de Cominges